# 시드니 타운 홀

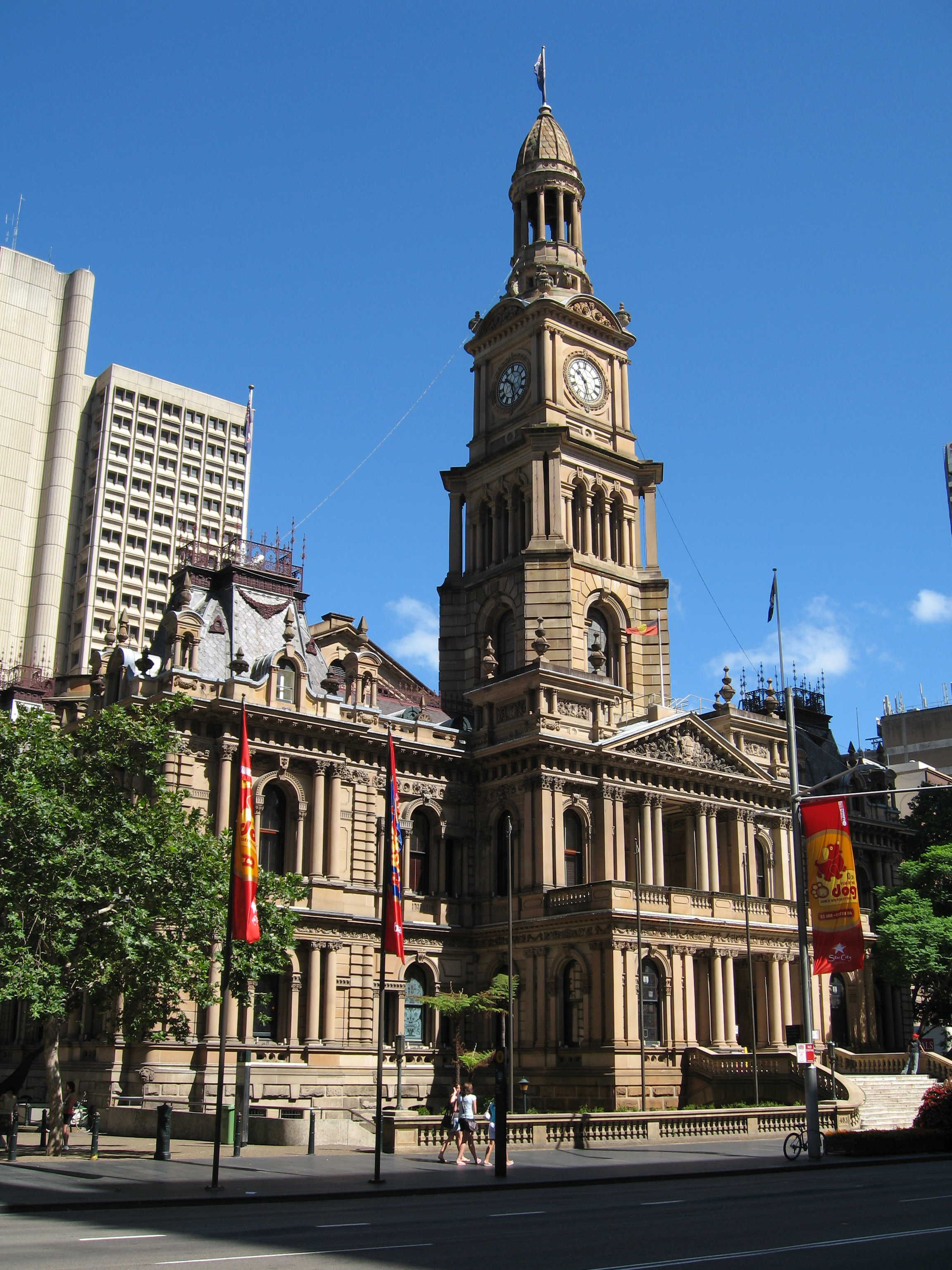
시드니 타운 홀

타운홀이란? 시 · 구청, 회의장 또는 사무실 등이 포함되어 있는 건물로, 시민을 위한 것이라는 뜻이 담겨져 있다.
시드니 타운 홀(Sydney Town Hall)은 오스트레일리아 시드니 중심부에 위치한 건물로 퀸 빅토리아 빌딩의 건너편에 위치하고 있다. 메인 도로인 조지 스트리트와 시드니 중심 업무 지구를 끼고 대형 영화관, 타운 홀 기차역, 쇼핑 센터들이 주변에 위치하고 있어 만남의 장소로 이용되고 있다.

## 역사
1880년대 빅토리아 양식을 표방하여 사암으로 만들어진 이 건물은 시드니에서 현재까지 과거의 기능을 유지하고 있는 유일한 건물이다. 이 건물에는 시드니 시티 카운슬의 회의실, 센테니얼 홀, 사무실등을 포함하고 있으며 메인 홀인 센테니얼 홀에는 1890년 잉글랜드의 '윌리엄 힐 앤 선'이 설치한 세계에서 가장 큰 파이프 오르간이 설치되어 있다. 오페라 하우스가 개관하기 전까지 이 건물은 콘서트 홀로 이용되기도 하였다.